# Petite-Forêt
Petite-Forêt (auch: Petite-Forêt-de-Raismes) ist eine französische Gemeinde mit 5058 Einwohnern (Stand: 1. Januar 2022) im Département Nord in der Region Hauts-de-France. Sie gehört zum Arrondissement Valenciennes und zum Kanton Aulnoy-lez-Valenciennes.

## Geographie
Petite-Forêt liegt wenige Kilometer nordwestlich des Stadtzentrums von Valenciennes. Die Nachbargemeinden sind Raismes im Norden, Anzin im Osten, Valenciennes im Südosten, La Sentinelle im Süden und Aubry-du-Hainaut im Westen und Südwesten.
Durch die Gemeinde führt die Autoroute A23 von Valenciennes nach Lille.

## Geschichte
In der frühen Neuzeit wurde hier im Zuge der Gegenreformation 1629 ein Karmelitenkonvent eingerichtet. 1801 wurde aus dem Ort eine eigenständige Gemeinde.

### Bevölkerungsentwicklung
| 1962 | 1968 | 1975 | 1982 | 1990 | 1999 | 2006 | 2011 |
| ---- | ---- | ---- | ---- | ---- | ---- | ---- | ---- |
| 2948 | 2946 | 3422 | 3757 | 5293 | 5251 | 4963 | 4975 |

## Sehenswürdigkeiten
- Kirche Sainte-Marie-Madeleine aus dem Jahre 1578